# Bertrand Blier
Pour les articles homonymes, voir Blier.
Ne doit pas être confondu avec Bernard Blier.
Bertrand Blier, né le 14 mars 1939 à Boulogne-Billancourt (Seine) et mort le 20 janvier 2025 à Paris, est un réalisateur, scénariste et écrivain français.
Fils de l'acteur Bernard Blier, le cinéaste est considéré comme l'un des grands réalisateurs des années 1970 et 1980, dont l'œuvre anticonformiste marque durablement le cinéma hexagonal.
Récompensé par cinq César du cinéma, du Grand Prix au Festival de Cannes et d'un Oscar entre autres, Blier mêle satire et comédie avec plusieurs classiques du cinéma français : Les Valseuses (1974), Préparez vos mouchoirs (1978), Buffet froid (1979), Notre histoire (1984), ou encore Tenue de soirée (1986). Il est également connu pour avoir réalisé Les Acteurs, qui affiche une distribution exceptionnelle : la plupart des principaux acteurs français vivants de la fin du XXe siècle y jouent leur propre rôle et évoquent aussi la mémoire de quelques grands anciens.
Il dirige et met en scène certains des plus grands noms du cinéma français et souvent, en les révélant au grand public, comme Gérard Depardieu, Patrick Dewaere, Miou-Miou ou Isabelle Huppert, il dirige aussi notamment Jean-Pierre Marielle, Jean Rochefort, Jean Carmet, Coluche, Nathalie Baye, Alain Delon, Michel Blanc, ou Jean Dujardin.

## Biographie

### Famille
Bertrand Blier est le fils de l'acteur Bernard Blier (1916-1989) et de Gisèle Brunet (1917-1991).

### Carrière

#### Révélation et consécration (années 1970-1980)
Bertrand Blier se fait d'abord connaître en réalisant en 1963 le documentaire Hitler, connais pas.
Pour son premier long-métrage, il dirige son propre père, Bernard Blier, dans Si j'étais un espion, sorti en 1967. Mais c'est sept ans plus tard qu'il connait un grand succès critique et commercial avec Les Valseuses, une comédie satirique à l'humour cru qui révèle Gérard Depardieu, Patrick Dewaere et Miou-Miou comme comédiens de premier plan.
Ce succès lui permet d'enchaîner les projets : en 1976 sort Calmos, où on retrouve un tandem de protagonistes masculins, ici interprété par Jean-Pierre Marielle et Jean Rochefort. Bernard Blier tient le troisième rôle du film. Lors de sa sortie en salles, Calmos est largement mal reçu par la critique spécialisée de droite et de gauche, les journaux progressistes l'accusent d'être un brûlot réactionnaire, tandis que les journaux conservateurs le jugent pornographique. De plus, le film n'a réuni que près de 740 000 entrées, loin des 5,7 millions d'entrées des Valseuses. Blier lui-même considère Calmos comme une erreur : « Calmos est la grosse connerie de ma vie. Le scénario était bon, mais je n'avais, pour le tourner, ni le fric, ni les acteurs. »
En 1978, il retrouve le couple Gérard Depardieu - Patrick Dewaere, à qui il adjoint cette fois Carole Laure. Préparez vos mouchoirs est plébiscité par la critique et reçoit même l'Oscar du meilleur film étranger.. Il enchaîne avec un autre futur classique du cinéma, la comédie noire Buffet froid, sortie en 1979. Cette fois, Gérard Depardieu fait équipe avec Bernard Blier, mais aussi Jean Carmet.
Les années 1980 sont marquées par la sortie de cinq films : en 1981 sort Beau-père. Il y dirige pour une troisième fois Patrick Dewaere. Cette fois, le couple central du film est mixte, la jeune Ariel Besse jouant le personnage de la belle-fille du protagoniste. Le film est plébiscité par la critique.
En 1983, il sort la comédie noire La Femme de mon pote : le tandem est inédit. À la cérébrale Isabelle Huppert, il adjoint Coluche et Thierry Lhermitte. Originellement, Coluche devait avoir pour partenaires Miou-Miou et Patrick Dewaere. Le scénario coécrit par Bertrand Blier s'inspire sensiblement de faits réels car depuis 1982, Coluche vit en Guadeloupe avec Elsa, l'ex-compagne de Patrick Dewaere. Quand ce dernier met fin à ses jours, Miou-Miou refuse d'assumer le rôle, trop douloureux pour elle,.
En 1984, Alain Delon et Nathalie Baye partagent l'affiche du drame Notre histoire. Mais en 1986, retour à la comédie noire avec Tenue de soirée, où le trio central est incarné par Michel Blanc, Gérard Depardieu et Miou-Miou.
En 1989, il conclut la décennie avec la comédie noire Trop belle pour toi, qui le voit diriger pour une cinquième fois Gérard Depardieu, mais aussi pour la première fois une Josiane Balasko à contre-emploi et Carole Bouquet. Le film reçoit le grand prix du Jury au festival de Cannes, et cinq César lors de la cérémonie des César du cinéma 1990.

#### Scission avec la critique (années 1990-2000)

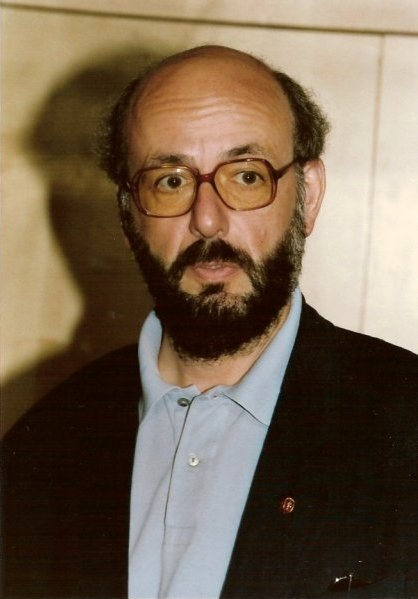
Bertrand Blier au festival de Cannes 1990, pour la présentation de Merci la vie.

En 1991, Bertrand Blier sort la comédie dramatique Merci la vie, pour laquelle il dirige pour la première fois un tandem féminin, joué par Charlotte Gainsbourg et Anouk Grinberg. Michel Blanc joue le troisième rôle du film.
Globalement apprécié par la critique, la cassure avec la critique se produit avec ce onzième long-métrage que Blier considère comme son meilleur film. Pour la suite, il se fait éreinter,. Même chose pour ses pièces de théâtre et son roman Existe en Blanc, « irrespirable » pour L'Express.
Au cours de cette décennie, c'est Anouk Grinberg qui devient la nouvelle muse du cinéaste, après des années 1980 portées par Gérard Depardieu. En 1993, il sort le drame Un, deux, trois, soleil, puis en 1996, Mon homme. Ces longs-métrages s'intéressent à des couches très populaires de la population.
Il ouvre la décennie 2000 avec Les Acteurs, grande fresque sur sa passion des acteurs, invitant une distribution de prestige et une mise en abyme sur un métier qui le fascine. Le film se termine par un hommage rendu à Pierre Brasseur et Bernard Blier. Cependant, le long-métrage est un nouvel échec critique et commercial.
Les Côtelettes est une adaptation de sa propre pièce de théâtre, l'accueil au festival de Cannes 2003 est cinglant. Il y dirige deux monstres sacrés, Philippe Noiret et Michel Bouquet. Farida Rahouadj joue le premier rôle féminin.
En 2005, il retrouve Gérard Depardieu pour la comédie noire Combien tu m'aimes ? Il y a pour partenaires Monica Bellucci et Bernard Campan. La réception est là encore tiède.

#### Regain critique (années 2010)

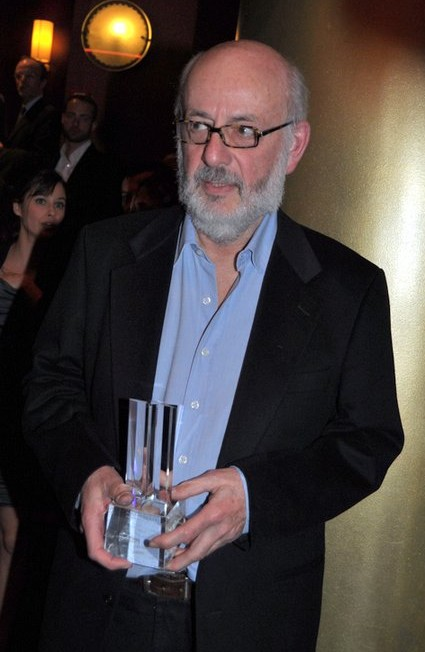
Bertrand Blier à la cérémonie des Étoiles d'or du cinéma français 2011.

Il faut attendre 2010 pour voir sa réalisation suivante, la comédie noire Le Bruit des glaçons. Elle a pour têtes d'affiche Jean Dujardin et Albert Dupontel et connaît un score correct au box-office (plus de 743 000 entrées).
Le long-métrage lui permet de renouer avec la critique et les Césars, avec deux nominations : dans les catégories meilleur réalisateur et meilleur scénario original.
Il faut pourtant attendre mars 2019 (entre-temps de nombreux projets n'ont pas abouti, avec Benoît Poelvoorde par exemple) pour découvrir la satire Convoi exceptionnel, portée par un tandem mythique du cinéma français, Gérard Depardieu (pour une huitième collaboration) / Christian Clavier (première collaboration avec le cinéaste). Il tourne ce film à Bruxelles entre février et avril 2018,. Toutefois, le film est un échec critique et commercial avec moins de 200 000 entrées en France.

### Vie privée
Bertrand Blier a été marié une première fois à l'âge de vingt ans. Il a eu une fille, Béatrice, avec Catherine Florin, sa seconde épouse ; un fils, Léonard né en 1993, avec l'actrice Anouk Grinberg avec qui il a vécu dans les années 1990, puis une fille, Leïla, avec sa compagne, l'actrice Farida Rahouadj.
Aprés sa mort, en avril 2025, Anouk Grinberg l'accuse d'emprise, de menaces et de l'avoir forcée à prendre des neuroleptiques pour arracher son consentement à accepter le rôle du film Mon homme, qu'elle avait refusé.

### Mort et hommages
Bertrand Blier meurt chez lui à Paris dans la soirée du 20 janvier 2025 à l'âge de 85 ans. Josiane Balasko, Jean Dujardin, Jean-Paul Rouve et Anny Duperey lui rendent hommage. Le Centre national du cinéma salue une « filmographie à son image : anticonformiste, irrévérencieuse, parfois provocante et briseuse de tabous, mais toujours teintée de tendresse et parcourue d’une poésie foutraque ». Rachida Dati salue un « cinéaste immense et anticonformiste, un amoureux fou de la liberté de créer ». Les chaînes de télévision bouleversent leurs programmes pour rendre hommage au réalisateur.
Les obsèques ont lieu le 29 janvier à l’église Saint-Roch à Paris, en présence de nombreuses personnalités du cinéma, suivie d’une inhumation au cimetière de Montmartre (division 25).

## Style et thématiques
Ses films se distinguent par un style résolument anticonformiste et iconoclaste,,. On trouve dans ses œuvres de grands moments de provocation (Les Valseuses) et d'humour noir (Buffet froid et Les Acteurs), mêlés à un goût prononcé du dialogue grossier et décalé ainsi qu'à un intérêt certain pour l'absurde,,. Néanmoins, ses films atteignent souvent un large public, comme Notre histoire et Tenue de soirée. Marginaux, prostitués, voyous, flics, travestis, sont ses thèmes de prédilection.
Plusieurs publications voient comme principale référence de Blier Michel Audiard et ses dialogues truculents,. D'autant plus qu'il cite Jacques Audiard comme étant son réalisateur vivant préféré. Son père joua dans dix-neuf films écrits par Michel Audiard.

### Collaborations récurrentes
Il a fait de Gérard Depardieu (huit collaborations), Jean-Pierre Marielle (quatre collaborations), Miou-Miou et Patrick Dewaere (trois collaborations), ses acteurs fétiches. Bertrand Blier met également en scène son père Bernard (trois collaborations) dans Si j'étais un espion (1967), Calmos (1976) et Buffet froid (1979).

## Engagement
En décembre 2023, il est signataire de la tribune controversée N'effacez pas Gérard Depardieu visant notamment à défendre la présomption d'innocence de Gérard Depardieu, alors accusé de viol, d'agression sexuelle et de harcèlement sexuel.

## Filmographie

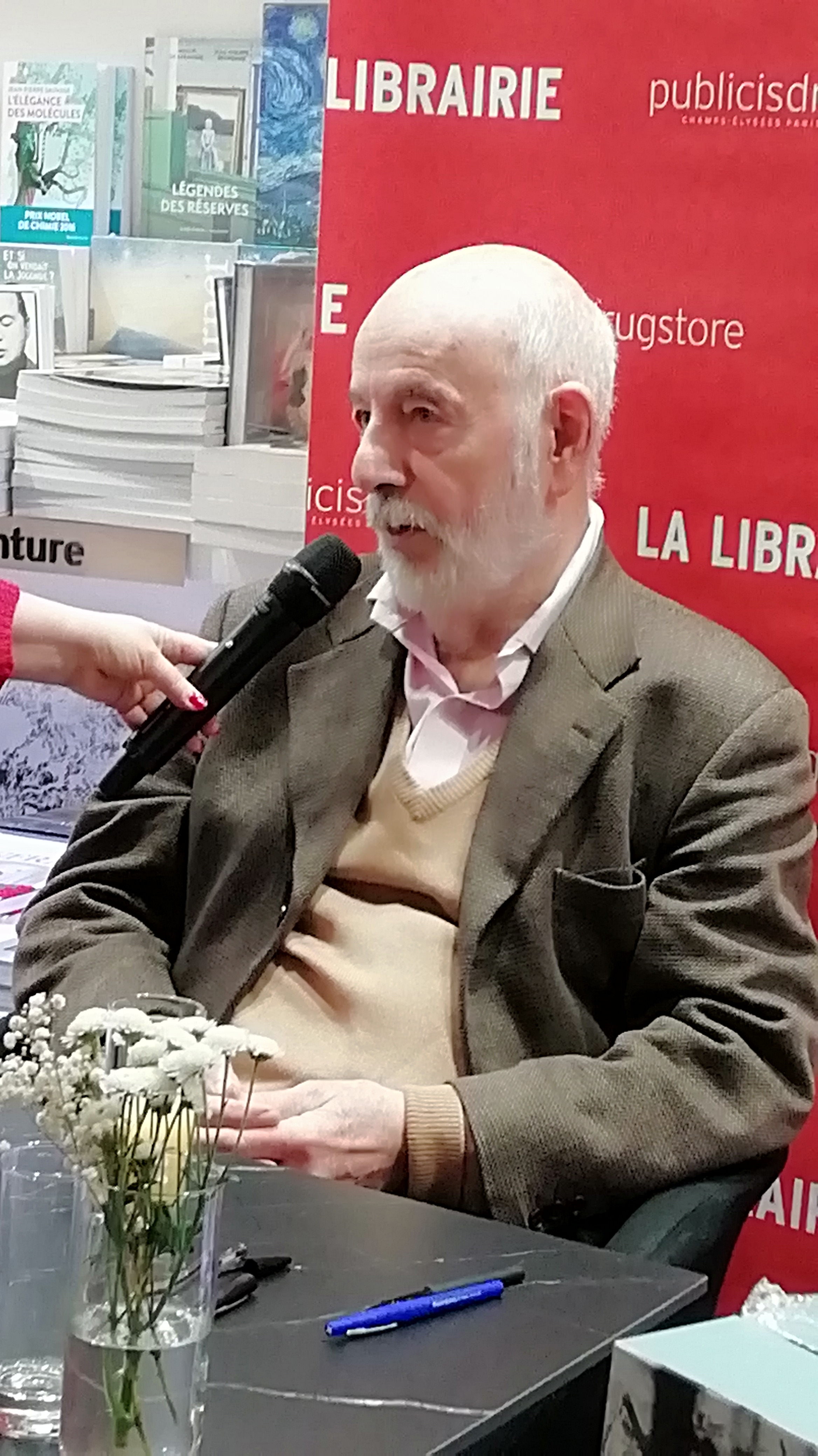
Bertrand Blier en dédicace à la librairie Publicisdrugstore en 2022.

### Réalisateur et scénariste
- 1963 : Hitler, connais pas (documentaire)
- 1966 : La Grimace (court métrage)
- 1967 : Si j'étais un espion
- 1974 : Les Valseuses
- 1976 : Calmos
- 1978 : Préparez vos mouchoirs
- 1979 : Buffet froid
- 1981 : Beau-père
- 1983 : La Femme de mon pote
- 1984 : Notre histoire
- 1986 : Tenue de soirée
- 1989 : Trop belle pour toi
- 1991 : Merci la vie
- 1993 : Un, deux, trois, soleil
- 1996 : Mon homme
- 2000 : Les Acteurs
- 2003 : Les Côtelettes
- 2005 : Combien tu m'aimes ?
- 2010 : Le Bruit des glaçons
- 2019 : Convoi exceptionnel

### Scénariste
- 1970 : Laisse aller, c'est une valse de Georges Lautner (coécrit avec Georges Lautner)
- 1983 : Debout les crabes, la mer monte ! de Jean-Jacques Grand-Jouan (coécrit avec Philippe Dumarçay)
- 1994 : Grosse fatigue de Michel Blanc (coécrit avec Michel Blanc et Jacques Audiard)
- 2004 : Pédale dure de Gabriel Aghion (coécrit avec Gabriel Aghion et Pierre Palmade)

### Assistant réalisateur
- 1960 : Arrêtez les tambours de Georges Lautner
- 1961 : En plein cirage de Georges Lautner
- 1961 : Le Monocle noir de Georges Lautner
- 1962 : Le Septième Juré de Georges Lautner
- 1963 : La Vierge de Nuremberg (La Vergine di Norimberga) d'Antonio Margheriti

### Apparitions à l'écran
- 1991 : Ma vie est un enfer de Josiane Balasko : le prêtre
- 1992 : Patrick Dewaere de Marc Esposito (documentaire) : lui-même
- 2000 : Les Acteurs de lui-même : lui-même
- 2005 : Combien tu m'aimes ? de lui-même : le client de Muguet
- 2009 : Le Bal des actrices de Maïwenn : lui-même
- 2010 : Il n'est jamais trop tard de Jérémy Piaud (Jérémy Kaplan[38]) (documentaire)[39] : lui-même
- 2015 : Papa, Alexandre, Maxime, et Eduardo de Simon Masnay : Papa[40]
- 2022 : Patrick Dewaere, mon héros, documentaire d'Alexandre Moix : lui-même

## Box-office
| Films                  | Années | France (nombre d'entrées) |
| ---------------------- | ------ | ------------------------- |
| Hitler, connais pas    | 1963   | 39 535                    |
| Si j'étais un espion   | 1967   | 77 290                    |
| Les Valseuses          | 1974   | 5 726 031                 |
| Calmos                 | 1976   | 739 646                   |
| Préparez vos mouchoirs | 1978   | 1 321 087                 |
| Buffet froid           | 1979   | 777 127                   |
| Beau-père              | 1981   | 1 197 816                 |
| La Femme de mon pote   | 1983   | 1 485 746                 |
| Notre histoire         | 1984   | 881 592                   |
| Tenue de soirée        | 1986   | 3 144 799                 |
| Trop belle pour toi    | 1989   | 2 031 131                 |
| Merci la vie           | 1991   | 1 088 777                 |
| Un, deux, trois soleil | 1993   | 417 948                   |
| Mon homme              | 1996   | 469 305                   |
| Les Acteurs            | 2000   | 415 427                   |
| Les Côtelettes         | 2003   | 95 611                    |
| Combien tu m'aimes ?   | 2005   | 536 523                   |
| Le Bruit des glaçons   | 2010   | 743 201                   |
| Convoi exceptionnel    | 2019   | 122 801                   |
| Total                  | Total  | 21 311 393                |

## Distinctions
- Voile en argent au Festival de Locarno 1963 pour Hitler, connais pas
- Oscar du meilleur film en langue étrangère pour Préparez vos mouchoirs lors de la 51e Cérémonie des Oscars
- César du meilleur scénario original ou adaptation en 1980 pour Buffet froid
- César du meilleur scénario original ou adaptation en 1985 pour Notre histoire
- Grand prix pour Trop belle pour toi au Festival de Cannes 1989
- Césars du meilleur film, du meilleur réalisateur et du meilleur scénario original ou adaptation en 1990 pour Trop belle pour toi
- Grand prix européen à la Mostra de Venise 1993 pour Un, deux, trois, soleil
- Cheval de bronze au Festival international du film de Stockholm 1993 pour Un, deux, trois, soleil
- Prix honorifique au Festival international du film d'Istanbul en 1998
- 2001 : prix Henri-Jeanson de la SACD
- Saint-Georges d'argent au Festival international du film de Moscou 2006 pour Combien tu m'aimes ?
- Étoile d'or du meilleur scénario 2011 pour Le Bruit des glaçons

## Théâtre
- 1997 : Les Côtelettes de Bertrand Blier, mise en scène Bernard Murat, théâtre de la Porte-Saint-Martin
- 2006 : Tenue de soirée d'après le film de Bertrand Blier. Metteur en scène Hélène Zidi-Chéruy
- 2010 : Désolé pour la moquette... de Bertrand Blier, mise en scène de l'auteur. Avec Jean Barney, Myriam Boyer, Anny Duperey, Patrick Préjean, Abbès Zahmani. Théâtre Antoine

## Publications
- Les Valseuses, Robert Laffont, 1972. Rééd. aux Éditions Seghers en mai 2022, à l'occasion des 50 ans de la publication du roman.
- Beau-père, Robert Laffont, 1981
- Les Côtelettes (théâtre), Actes Sud, 1997
- Existe en blanc, Robert Laffont, 1998
- Pensées, répliques et anecdotes, Le Cherche midi, 2001
- Désolé pour la moquette… (théâtre), Actes Sud, 2010
- Fragile des bronches, avec Eva Bester, Éditions Seghers, 2022. Roman autobiographique sur son enfance[42].